# Catalyst (ソフトウェア)
Catalyst （かたりすと）は、Perlで書かれたオープンソースのウェブアプリケーションフレームワークで、Model View Controller (MVC)のアーキテクチャを持ち、実験的なウェブのパターンを数多く持っている。Ruby on Rails、 Maypole、 Springといったフレームワークに強い影響を受けている。
Catalystは、主に、Perlのライブラリやアプリケーションの公式配布元であるCPANを通じて配布される。

## 哲学
Catalystは、定義は一度のみ行われるべきとする"Don't Repeat Yourself" (DRY)原則に基づいている。
Catalystは、多くのモジュールのうちからひとつだけを使って、データベースからクラスを引っ張り出すことによって利用される。従って、データベース層に関するコードは必要とされない。しかし、何かに付け融通を効かせようとするなら、それもオプションで利用できる。Catalystのもうひとつの原則は、自在さである。
Catalystは、既にウェブアプリケーションを操作するために使われている既存のPerlモジュールの再利用を促す。
- Model部分は、DBIx::Class、Plucene、Net::LDAP、またはほかのモデルクラスを通じて操作する。
- View部分は、Template Toolkit、Mason、またはHTML::Templateによって主に操作される。
- Controllerは、もちろん個々のアプリケーションの作者によって書かれる。Controller機能の大部分は、Catalystのプラグインのうちのひとつに委ねることが出来る（Catalyst::Plugin::FormValidator、 Catalyst::Plugin::Prototype、 Catalyst::Plugin::Account::AutoDiscoveryなど）。

Catalystには、多くのプラグインがある。例えば、AjaxやRIAのためのJavaScriptの生成には、Catalyst::Plugin::Prototypeモジュールが使われる（prototypeはAjaxフレームワークである）。

## Webサーバのサポート
開発やテストのために、Catalystは、組み込みの簡易HTTPサーバがある。製品の利用についてはApacheか、FastCGI付きのlighttpd、 mod perlサポートが推奨されるが、CGIやFastCGIをサポートしたWebサーバなら動作する。Apache上では、mod_perlでの利用が、相当のパフォーマンスの助けになるが、複数のアプリケーションでmod_perlを共有することで不安定になるため、問題もある。

## データベースサポート
Catalystは、PerlのDBIがサポートするデータベースなら（つまりほぼ全て、CSVファイルでさえも）どれでも動作するが、関係データベース管理システム (RDBMS) が推奨されている。データベースアクセスは、モジュールのひとつを通し、全てのデータベースへのアクセスを自動的に操作することで、プログラマーやCatalystからは、完全に抽象化されている。もし必要なら、ダイレクトにSQLのクエリを利用することもできる。これは、異なるデータベース間でも移植性のある、データベースにおいて中立的なアプリケーションが利用でき、Catalystアプリケーション開発において、可能な限り、既存のデータベースのユーザビリティを保つことが出来ることを意味する。ただし、RDBMS間で機能が異なる場合には、フレームワーク単独では、完全に機能を保証できない。MySQL、PostgreSQL、SQLite、IBM DB2、Oracle、Microsoft SQL Serverといった複数のデータベースをサポートしている。（オブジェクト関係マッピング）

## Catalystを使って作られたウェブサイト
- iusethis - 利用パターンを元にしたソフトウェアのサイト
- MightyV - BBCのTV-program listingを受賞した
- Vox - ソーシャルブログプラットフォーム
- EditGrid - ウェブベースの表計算
- ボケて - 写真で一言ボケることに特化したウェブサービス

## Catalystを使って作られたオープンソースソフトウェア
- Agave (software) （ブログ）
- Angerwhale （ブログ） Trac Site
- Devel::ebug （Perlのデバッガ） CPANのサイト
- Handel (software) (commerce framework) サイト
- Meios
- MojoMojo （ウィキ）
- Sosa (software)

## Perlで記述された他のフレームワーク
- Sledge - ライブドアによって開発されたフレームワーク
- Mojolicious - Catalyst作者による次世代Webフレームワーク サイト